# حسین دهقان
حسین دهقانی پوده (زاده ۱۷ تیر ۱۳۳۶) نظامی و سیاستمدار ایرانی است که از سال ۱۴۰۲ به‌عنوان رئیس بنیاد مستضعفان انقلاب اسلامی فعالیت می‌کند. او همچنین نماینده ویژه رئیس‌جمهور و دبیر شورای توسعه سواحل مکران بود. وی مشاور فرمانده کل قوا در صنایع دفاعی است. او در دولت یازدهم، از ۱۳۹۲ تا ۱۳۹۶ وزیر دفاع و پشتیبانی نیروهای مسلح بود. نام او در فهرست تحریم‌های سال ۱۳۹۸ وزارت خزانه‌داری ایالات متحده آمریکا قرار گرفت.
دهقان دانش‌آموخته دکتری مدیریت و فوق لیسانس مهندسی متالورژی از دانشگاه تهران است. وی فعالیت نظامی خود را از سال ۱۳۵۸ با عضویت در سپاه پاسداران آغاز کرد و در طول جنگ ایران و عراق از اعضای این نهاد بود. او از ۱۳۶۵ تا ۱۳۶۹ جانشین فرمانده نیروی هوایی سپاه، از ۱۳۶۹ تا ۱۳۷۰ فرمانده نیروی هوایی سپاه و از ۱۳۷۱ تا ۱۳۷۵ جانشین رئیس ستاد مشترک سپاه بود. دهقان در دولت هفتم به‌عنوان قائم‌مقام وزیر دفاع و در دولت‌های هشتم و نهم؛ به‌عنوان معاون رئیس‌جمهور و رئیس بنیاد شهید و امور ایثارگران فعالیت می‌کرد.

## زندگی

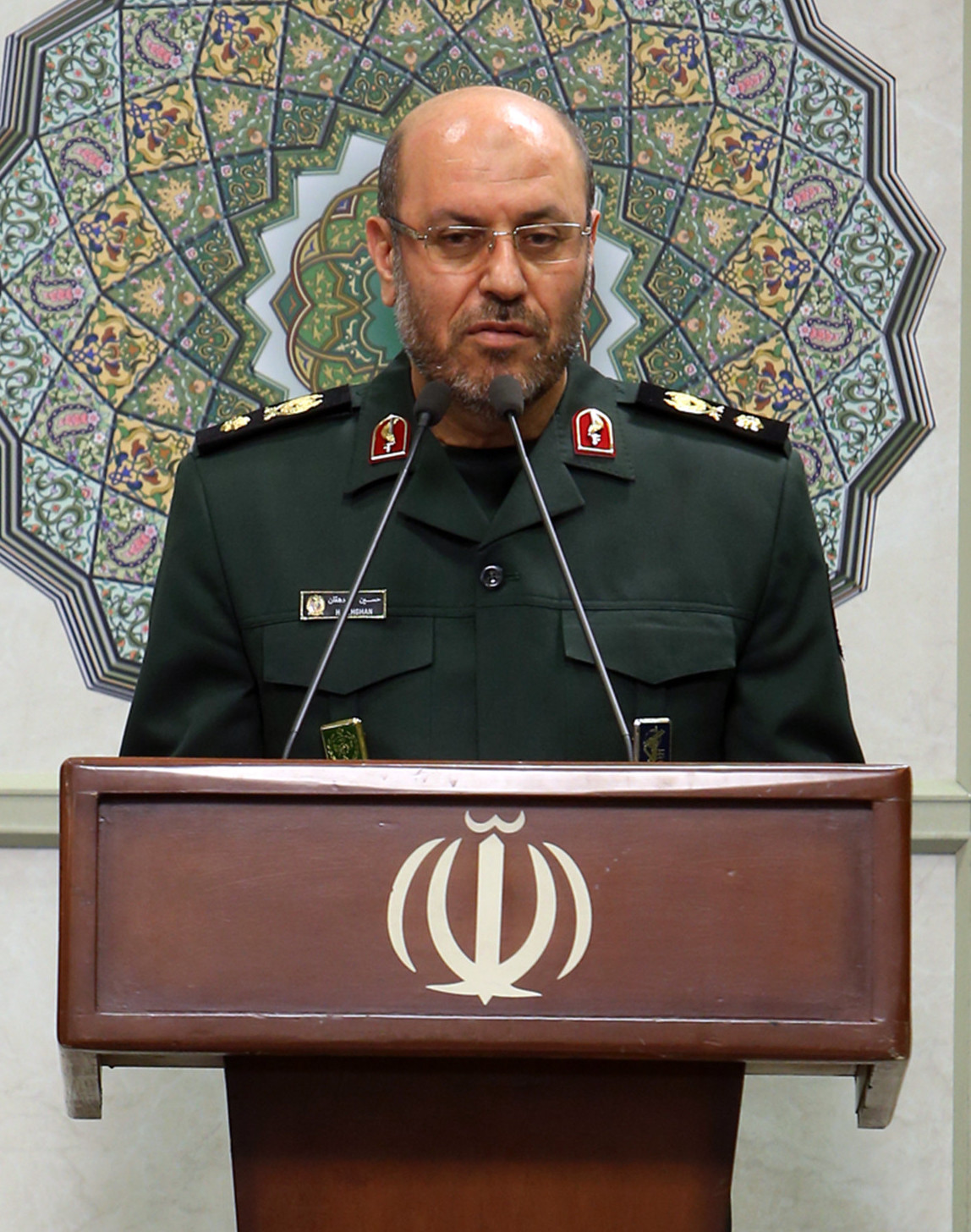
دهقان در نمایشگاه صنعت دفاعی وزارت دفاع، شهریور ۱۳۹۵

حسین دهقانی پوده در ۱۷ تیرِ ۱۳۳۶ در روستای پوده شهرستان دهاقان، استان اصفهان به دنیا آمد. او دکترای مدیریت را از دانشگاه تهران دریافت کرد. او همچنین دارای لیسانس و فوق لیسانس در رشته مهندسی متالورژی از دانشگاه تهران و همچنین فوق لیسانس مدیریت دولتی (ناتمام) از مرکز آموزش مدیریت دولتی است. او سه فرزند دارد.

## مسئولیت‌ها
دهقان زادگاه خود را به مقصد تهران ترک کرد و اندکی پس از انقلاب ۱۳۵۷ به سپاه پاسداران پیوست. او از سال ۱۳۵۹ تا ۱۳۶۱ فرمانده سپاه تهران و از سال ۶۱ تا ۶۲ فرمانده سپاه در اصفهان و سوریه و لبنان بود. و در سال ۱۳۷۵ سمت مدیر کل بنیاد تعاون سپاه را برعهده داشت. وی در سوریه و لبنان فرمانده سپاه در بخش آموزش فعالیت کرد.
او همچنین به عنوان فرمانده در سپاه پاسداران انقلاب اسلامی در نیروی هوافضا فعالیت کرده است. او در سال ۱۳۶۵ به عنوان معاون فرمانده نیروی هوایی سپاه منصوب شد و در فروردین ۱۳۶۹ به فرماندهی آن رسید. دوره تصدی وی تا سال ۱۳۷۱ ادامه داشت و محمد حسین جلالی در این سمت جایگزین وی شد. دهقان در سال ۱۳۷۱ به عنوان معاون ستاد مشترک سپاه منصوب شد و بعداً به درجه سرتیپی ارتقا یافت.
سپس دهقان به عنوان معاون وزیر دفاع وقت، علی شمخانی، در زمان ریاست جمهوری محمد خاتمی از ۱۳۷۶ تا ۱۳۸۲ فعالیت کرد. در سال ۱۳۸۲، سمت سرپرست وزارت دفاع را بر عهده داشت. در سال ۱۳۸۴ به عنوان معاون رئیس‌جمهور ایران و رئیس بنیاد شهید و امور ایثارگران منصوب شد و تا تیر ۱۳۸۸ به عنوان رئیس آن فعالیت کرد. علاوه بر این، به عنوان مشاور رئیس‌جمهور وقت محمود احمدی‌نژاد نیز خدمت کرد. از سال ۱۳۸۸ تا ۱۳۸۹ او معاون علی شمخانی در مرکز مطالعات استراتژیک نیروهای مسلح بود. سپس در سال ۱۳۸۹ به عنوان دبیر کمیته سیاسی، دفاعی و امنیتی مجمع تشخیص مصلحت نظام منصوب شد. همچنین او به عنوان مشاور رئیس مجلس علی لاریجانی و شهردار تهران محمد باقر قالیباف نیز بود. با این حال، دهقان در سال ۱۳۹۱ از احمدی‌نژاد فاصله گرفت و به حزب اعتدال و توسعه به رهبری حسن روحانی پیوست.

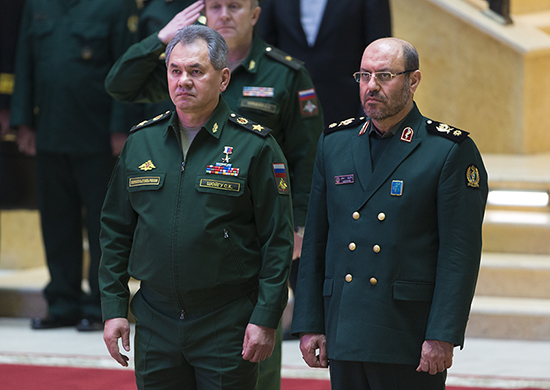
دهقان در مقام وزیر دفاع و پشتیبانی نیروهای مسلح جمهوری اسلامی ایران درکنار سرگئی شویگو، وزیر دفاع روسیه در مسکو، بهمن ۱۳۹۴

دهقان در ۱۳ مرداد ۱۳۹۲ به عنوان گزینه پیشنهادی وزارت دفاع معرفی شد. و با ۲۶۹ رأی موافق و ۱۰ رأی مخالف جای احمد وحیدی را در این سمت بر عهده گرفت. رستم قاسمی، وزیر پیشین نفت در ۳۱ مرداد ۱۳۹۲ به عنوان مشاور دهقان معرفی شد. در اوایل مرداد ۱۳۹۶، دهقان اعلام کرد که پس از پایان دولت اول روحانی، وزارت دفاع را ترک خواهد کرد. او سپس به عنوان مشاور رهبر سید علی خامنه‌ای خدمت کرد. دهقان از آبان سال ۱۴۰۲ با حکم خامنه‌ای به عنوان رئیس بنیاد مستضعفان انقلاب اسلامی فعالیت می‌نماید.
دهقان سابقهٔ تدریس در دانشگاه امام حسین را در کارنامهٔ خود دارد. دانشگاه صنعتی مالک اشتر، دانشگاه عالی دفاع ملی، دانشگاه علامه طباطبایی، دانشگاه آزاد اسلامی واحد علوم تحقیقات تهران سایر مراکز آموزش عالی هستند که دهقان سابقهٔ تدریس در آن‌ها را دارد.

## تحریم آمریکا
دهقان به همراه ۹ نفر دیگر از اطرافیان خامنه‌ای در ۱۳ آبان ۱۳۹۸ در فهرست تحریم‌های وزارت خزانه‌داری آمریکا قرار گرفتند. این افراد بنا بر اعلام دولت آمریکا در حملات لبنان و آرژانتین دست داشتند.
در بیانیهٔ وزارت خزانه‌داری ایالات متحدهٔ آمریکا آمده است: «حسین دهقان وقتی در سال ۱۹۸۳ انفجار مقر تفنگداران دریایی آمریکا در بیروت رخ داد، فرماندهٔ نیروهای سپاه پاسداران در لبنان و سوریه بود. در جریان این انفجار که توسط حزب‌الله لبنان، از نیروهای شبه‌نظامی نیابتی ایران، و با فرمان ایران انجام شد، ۲۴۱ تن از نظامیان آمریکایی کشته شدند.» همین‌طور استیون منوچین، وزیر خزانه‌داری آمریکا در بیانیه‌ای اعلام کرد: «امروز وزارت خزانه داری آمریکا مقامات غیرمنتخبی را هدف قرار می‌دهد که اطراف سید علی خامنه‌ای جمع شده‌اند و سیاست‌های بی‌ثبات کننده او را اجرا می‌کنند… این افراد با طیف گسترده‌ای از رفتارهای بدخواهانهٔ رژیم از جمله انفجار مقر تفنگداران دریایی آمریکا در بیروت در سال ۱۹۸۳ میلادی و انفجار مرکز همیاری اسرائیل در آرژانتین در ۱۹۹۴ میلادی همچنین شکنجه، قتل‌های فراقانونی و سرکوب غیرنظامیان مرتبط هستند.»

## انتخابات ۱۴۰۰
حسین دهقان در تاریخ ۴ آذر ۱۳۹۹ برای انتخابات ریاست جمهوری ۱۴۰۰ اعلام نامزدی کرد.
وی در تاریخ ۲۱ اردیبهشت با حضور در وزارت کشور در سیزدهمین دوره انتخابات ریاست جمهوری ثبت نام کرد. دهقان در تاریخ ۳ خرداد ۱۴۰۰، یک روز قبل از اعلام فهرست کاندیداهای تأیید صلاحیت شده توسط شورای نگهبان به نفع سید ابراهیم رئیسی از حضور در انتخابات کناره‌گیری کرد.

## سمت‌ها
- رئیس بنیاد مستضعفان انقلاب اسلامی

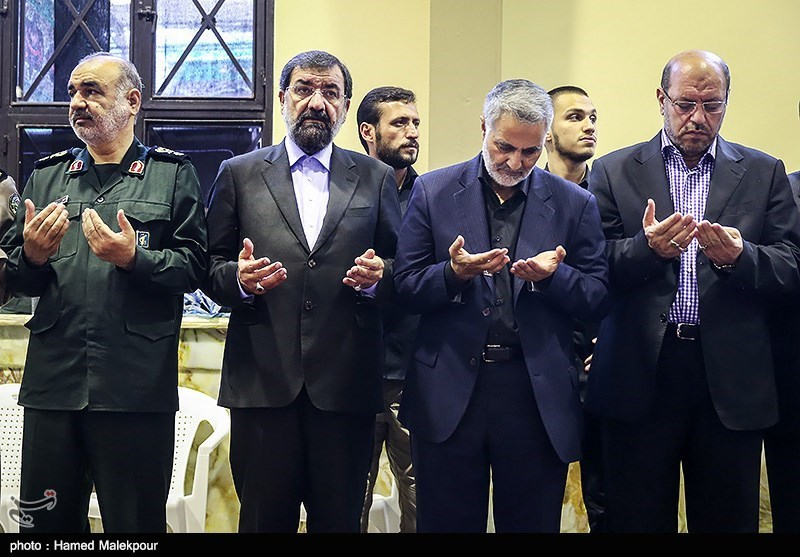
دهقان در کنار دیگر فرماندهان سپاه، از چپ به راست: حسین سلامی، محسن رضایی و قاسم سلیمانی. جهاد مغنیه هم در پشت سر دهقان دیده می‌شود

- مشاور فرماندهی فرماندهی کل قوا (رهبر جمهوری اسلامی) در حوزه صنایع دفاعی
- استاد راهنما و استاد مشاور پایان‌نامه و رساله دانشجویان مقاطع لیسانس و فوق لیسانس و دکتری
- وزیر دفاع و پشتیبانی نیروهای مسلح
- معاون رئیس‌جمهور و رئیس بنیاد شهید و امور ایثارگران در دولت‌های هشتم و نهم
- قائم‌مقام وزیر دفاع در دولت‌های هفتم و هشتم
- فرماندهی رده‌های مختلف سپاه پاسداران انقلاب اسلامی در جنگ ایران و عراق
- دومین فرماندهٔ نیروی هوایی سپاه پاسداران انقلاب اسلامی
- جانشین رئیس ستاد مشترک سپاه پاسداران[۴۳]
- جانشین فرمانده نیروی هوایی سپاه
- دبیر کمسیون سیاسی-دفاعی و امنیتی مجمع تشخیص مصلحت نظام و رئیس کمسیون سیاسی-دفاعی و امنیتی مجمع تشخیص مصلحت نظام
- رئیس هیئت مدیره هلدینگ ICT ستاد اجرایی فرمان امام
- جانشین رئیس و دبیرکل مرکز مطالعات راهبردی و دفاعی کشور در سال‌های ۱۳۸۸ الی ۱۳۸۹
- مدیر عامل بنیاد تعاون سپاه طی سال‌های ۱۳۷۵ الی ۱۳۷۶